# Keila Lima
Keila Lima (Mauá, 3 de julho de 1969) é uma jornalista e apresentadora de televisão brasileira. Tornou-se conhecida por apresentar o extinto programa Manhã Maior na RedeTV! em 2009. Atualmente, Keila apresenta o programa Tudo de Bom Pra Você na Rede Gospel, da Igreja Renascer em Cristo.

## Carreira
O primeiro trabalho de Keila como jornalista, foi na Rádio Bandeirantes. Trabalhou também no Canal 21 e na TV Bandeirantes. Em 1998 deixou as emissoras do Grupo Bandeirantes e migrou para a Rede Globo, onde trabalhou como repórter em São Paulo, na capital e nas afiliadas, onde também algumas vezes foi apresentadora eventual do SPTV em Marília. Em 2001 foi contratada pela RecordTV, passando pelos jornais Fala Brasil, Cidade Alerta e o feminino Note e Anote. Após deixar a emissora do Grupo Record, Keila foi contratada pela RedeTV!, onde foi repórter dos telejornais da emissora de Osasco, e também do programa Bom Dia Mulher, sob a apresentação de Olga Bongiovanni, após a saída de Olga, Keila assumiu a apresentação do programa até a estreia do programa Manhã Maior em 11 de maio de 2009, onde ganhou notoriedade apresentando o matutino ao lado de Daniela Albuquerque e Arthur Veríssimo. Keila deixou em agosto de 2011 a RedeTV! onde em sua despedida agradeceu a toda equipe do programa com exceção de Albuquerque.  Após sua saída polêmica da RedeTV!, Keila foi contratada pela Rede Gospel, onde passou a apresentar o programa De Bem com a Vida ao lado das Bispas Sônia Hernandes e Fernanda Hernandes da Igreja Renascer em Cristo. Em 2022, Keila Lima passa a apresentar o programa vespertino Tudo de Bom Pra Você, também exibido pela Rede Gospel.

## Filmografia

### Televisão
| Ano           | Título               | Emissora                 | Cargo           |
| ------------- | -------------------- | ------------------------ | --------------- |
| 1996-97       | Jornal Meio Dia      | Repórter                 | Canal 21        |
| 1997-98       | SPTV                 | Repórter                 | Globo São Paulo |
| 1998-00       | SPTV                 | Repórter                 | TV TEM          |
| 2000-02       | Cidade Alerta        | Repórter                 | RecordTV        |
| 2002-05       | Note e Anote         | Repórter                 | RecordTV        |
| 2005-09       | Bom Dia Mulher       | Repórter / Apresentadora | RedeTV!         |
| 2009-11       | Manhã Maior          | Apresentadora            | RedeTV!         |
| 2011-22       | De Bem com a Vida    | Apresentadora            | Rede Gospel     |
| 2022-presente | Tudo de Bom Pra Você | Apresentadora            | Rede Gospel     |